# Horacio Bernardo
Horacio Bernardo (Montevideo, 8 de diciembre de 1976) es un filósofo, escritor y docente uruguayo. 
Es autor de ensayos filosóficos, una historia del pensamiento filosófico del Uruguay, textos sobre argumentación, pensamiento crítico y obras de narrativa. Ha adaptado obras clásicas de filósofos uruguayos para niños y jóvenes y ha llevado al teatro alguno de sus ensayos. Sus líneas de reflexión apuntan a crear una filosofía de la vida cotidiana, dialogar con la tradición filosófica del Uruguay y contribuir a desarrollar el pensamiento crítico ciudadano.
Coordina desde 2021 el Plan Educativo-Cultural de la Administración Nacional de Educación Pública.

## Biografía
Es Licenciado en Filosofía por la Universidad de la República y Máster en Pensamiento Contemporáneo y Tradición Clásica por la Universidad de Barcelona. Es docente de la Universidad de la República y de la Universidad CLAEH.
En 2013 obtuvo (junto con Lía Berisso), el Premio Pensamiento de América Leopoldo Zea; máximo galardón a la Historia de las Ideas en América Latina, otorgado por la Organización de Estados Americanos OEA.  Ese mismo año obtuvo el Premio Anual a las Letras (Categoría Ensayos de Filosofía), que otorga el Ministerio de Educación y Cultura de Uruguay (MEC) por el libro "Introducción al pensamiento uruguayo", el cual ofrece una historia de las ideas filosóficas en el Uruguay en el periodo 1811 – 2011.
Asimismo, su investigación “Ensayo sobre la cotidianidad”, fue distinguido en 2020, en el mencionado Premio Anual a las Letras del MEC (Categorías Ensayos de Filosofía) por su estudio sobre los modos de concebir la vida diaria y las inquietudes existenciales que configuran la experiencia cotidiana de la vida. Sobre esta base, al año siguiente publicó el ensayo "La inquietud y el sentido. Filosofía y vida cotidiana".
En 2021 (junto con Horacio Cavallo) adaptó las parábolas de José Enrique Rodó para niños y, en 2022, adaptó el libro "Lógica viva" del filósofo Carlos Vaz Ferreira para niños y jóvenes, distribuyéndose gratuitamente ambos libros en todas las escuelas públicas del Uruguay.
Entre sus conferencias y cursos en Uruguay y el extranjero son particularmente populares los ciclos “Introducción al pensamiento uruguayo” y “Filosofía y vida cotidiana”, realizados en el Auditorio Carlos Vaz Ferreira de la Biblioteca Nacional del Uruguay. 
Ha realizado performances literarias y filosóficas. Lleva a cabo diversos ciclos de pensamiento y difusión filosófica en televisión, radio y prensa escrita.
Es miembro de la Sociedad de Amigos de la Educación Popular, fundada por José Pedro Varela en 1868 y de la Sociedad Rodoniana, dedicada al estudio y difusión del pensamiento de José Enrique Rodó. Asimismo, ha tenido una intensa labor en la difusión del pensamiento uruguayo.
Desde 2021 coordina el Plan Educativo-Cultural del Consejo Directivo Central de la Administración Nacional de Educación Pública (CODICEN – ANEP), el cual trabaja en la educación a nivel nacional sobre cuatro líneas: Fortalecimiento del pensamiento uruguayo, Estímulo del pensamiento crítico, Descentralización educativo cultural y Promoción de la labor intelectual docente. Desde 2021 coordina el Torneo Nacional de Debate de la ANEP y desde 2022 preside la Comisión de Educación en Patrimonio de dicha institución.
En 2023, Horacio Bernardo fue galardonado con el Premio Legión del Libro otorgado por la Cámara Uruguaya del Libro.

## Libros
| Año  | Título                                                                     | Editorial                                             | Otros                                                                                     |
| ---- | -------------------------------------------------------------------------- | ----------------------------------------------------- | ----------------------------------------------------------------------------------------- |
| 2004 | Libres y esclavos                                                          | La Gotera                                             | Cuentos, reeditado en 2010 por el Ministerio de Relaciones Exteriores - Edición Homenaje. |
| 2007 | El hombre perdido                                                          | Planeta                                               | Novela, reeditado en 2017 por Planeta, Ed. Bolsillo.                                      |
| 2008 | Esto no es una antología.                                                  | Ministerio de Relaciones Exteriores, Edición Homenaje | Reeditado en 2011 por el Ministerio de Relaciones Exteriores, Edición Homenaje.           |
| 2008 | Extraordinariamente solos                                                  | Fondo Nacional de las culturas y las Artes (México)   | Novela, desarrollada durante tres días en el CONACULTA – México.                          |
| 2008 | Tres voces del Cono Sur                                                    | Fondo Nacional de la Cultura y las Artes (México)     | Cuentos, junto con Germán Carrasco y Samanta Schweblin.                                   |
| 2011 | Introducción al pensamiento uruguayo                                       | Comisión del Bicentenario                             | Junto con Lía Berisso. Reeditado en 2014 por Fin de Siglo.                                |
| 2021 | Mi amigo José Enrique. Parábolas de José Enrique Rodó adaptadas para niños | BMR                                                   | Adaptación realizada junto con Horacio Cavallo                                            |
| 2021 | La inquietud y el sentido. Filosofía y vida cotidiana                      | Paidós                                                | Ensayo filosófico.                                                                        |
| 2022 | Lógica Viva. La obra de Carlos Vaz Ferreira adaptada para niños y jóvenes  | ANEP                                                  | Adaptación realizada junto con Horacio Cavallo                                            |

## Adaptaciones para teatro
| Año de la adaptación | Obra adaptada                   | Autor original    | Tipo de adaptación teatral |
| -------------------- | ------------------------------- | ----------------- | -------------------------- |
| 2021                 | Ariel (1900)                    | José Enrique Rodó | Monólogo.                  |
| 2023                 | La escuela y el progreso (1922) | María Espínola    | Monólogo.                  |